# 松下幸広
松下 幸広（まつした ゆきひろ、1973年6月5日 - ）は、日本の元競泳選手。1996年アトランタオリンピック日本代表。100m自由形の元日本記録保持者。

## 経歴
兵庫県市川高校、中央大学卒。
1994年アジア競技大会では100m自由形・400mフリーリレー・400mメドレーリレーの三冠を達成した。
1995年パンパシフィック水泳選手権の400mメドレーリレーでは銅メダルを獲得した。
アトランタオリンピック選考会の100mバタフライで2位に入り、オリンピック日本代表に選出された。1996年アトランタオリンピックでは50m自由形と100mバタフライに出場し、予選落ちとなった。